# El Alto (Catamarca)
El Alto est une ville de la province de Catamarca et le chef-lieu du département d'El Alto en Argentine.
La ville se situe au début de l'altiplano andin, au pied de la Sierra de Ancasti.